# Xã Fairfield, Quận Madison, Ohio
Xã Fairfield (tiếng Anh: Fairfield Township) là một xã thuộc quận Madison, tiểu bang Ohio, Hoa Kỳ. Năm 2010, dân số của xã này là 1.437 người.